# Dyschoriste
Dyschoriste is een geslacht uit de acanthusfamilie (Acanthaceae). De soorten komen voor in (sub)tropische gebieden over de gehele wereld.

## Soorten
- Dyschoriste albiflora Lindau
- Dyschoriste angusta (A.Gray) Small
- Dyschoriste angustifolia (Hemsl.) Kuntze
- Dyschoriste axillaris Wassh. & J.R.I.Wood
- Dyschoriste bayatensis (Urb.) Urb.
- Dyschoriste bayensis Thulin
- Dyschoriste boliviana Wassh. & J.R.I.Wood
- Dyschoriste burchellii (Nees) Kuntze
- Dyschoriste capitata (Oerst.) Kuntze
- Dyschoriste capricornis C.B.Clarke
- Dyschoriste celebica Bremek.
- Dyschoriste ciliata (Nees) Kuntze
- Dyschoriste clarkei (Vatke) Benoist
- Dyschoriste costata (Nees) Kuntze
- Dyschoriste crenulata Kobuski
- Dyschoriste cubensis Urb.
- Dyschoriste cunenensis C.B.Clarke
- Dyschoriste dalyi A.G.Mill.
- Dyschoriste diffusa (Nees) Urb.
- Dyschoriste ecuadoriana Wassh.
- Dyschoriste erythrorhiza (Nees) Lindau
- Dyschoriste geniculata Nees
- Dyschoriste gracilicaulis (Benoist) Benoist
- Dyschoriste gracilis (Nees) Kuntze
- Dyschoriste greenmanii Kobuski
- Dyschoriste heudelotiana (Nees) Kuntze
- Dyschoriste hildebrandtii (S.Moore) Lindau ex O.B.Clarke
- Dyschoriste hirsutissima (Nees) Kuntze
- Dyschoriste hispidula (Baker) Benoist
- Dyschoriste humilis Lindau
- Dyschoriste humistrata (Michx.) Kuntze
- Dyschoriste hygrophiloides (Nees) Kuntze
- Dyschoriste jaliscensis Kobuski
- Dyschoriste keniensis Malombe, Mwachala & Vollesen
- Dyschoriste kitongaensis Vollesen
- Dyschoriste kyimbalensis (Lindau) S.Moore
- Dyschoriste lavandulacea (Nees) Kuntze
- Dyschoriste linearis (Torr. & A.Gray) Kuntze
- Dyschoriste lycioides Chiov.
- Dyschoriste madagascariensis (Nees) Kuntze
- Dyschoriste madurensis (Burm.f.) Kuntze
- Dyschoriste maranhonis (Nees) Kuntze
- Dyschoriste mcvaughii T.F.Daniel
- Dyschoriste microphylla (Cav.) Kuntze
- Dyschoriste miskatensis Thulin
- Dyschoriste multicaulis (Hochst. ex A.Rich.) Kuntze
- Dyschoriste mutica (S.Moore) C.B.Clarke
- Dyschoriste nagchana (Nees) Bennet
- Dyschoriste novogaliciana T.F.Daniel
- Dyschoriste nummulifolia Chiov.
- Dyschoriste nyassica Gilli
- Dyschoriste oblongifolia (Michx.) Kuntze
- Dyschoriste oligosperma (Steenis) Bremek.
- Dyschoriste ovata (Cav.) Kuntze
- Dyschoriste parvula (Alain & Leonard) Greuter & R.Rankin
- Dyschoriste pilifera Hutch.
- Dyschoriste pinetorum Kobuski
- Dyschoriste poliodes Leonard & Gentry
- Dyschoriste principis Benoist
- Dyschoriste pringlei Greenm.
- Dyschoriste prostrata Wassh. & J.R.I.Wood
- Dyschoriste pseuderecta Mildbr.
- Dyschoriste pulegium (Nees) Kuntze
- Dyschoriste purpusii Kobuski
- Dyschoriste quadrangularis (Oerst.) Kuntze
- Dyschoriste quitensis (Kunth) Kuntze
- Dyschoriste radicans Nees
- Dyschoriste repens (Nees) Kuntze
- Dyschoriste rosei Kobuski
- Dyschoriste rubiginosa Ramamoorthy & Wassh.
- Dyschoriste sagittata Kobuski
- Dyschoriste sallyae Vollesen
- Dyschoriste saltuensis Fernald
- Dyschoriste schiedeana (Nees) Kuntze
- Dyschoriste schottiana (Nees) Kobuski
- Dyschoriste serpyllifolia (Nees) Benoist
- Dyschoriste serpyllum (Nees) Kuntze
- Dyschoriste setigera (Pers.) Vollesen
- Dyschoriste siphonantha (Nees) Kuntze
- Dyschoriste smithii Leonard
- Dyschoriste subquadrangularis (Lindau) C.B.Clarke
- Dyschoriste tanganyikensis C.B.Clarke
- Dyschoriste tanzaniensis Vollesen
- Dyschoriste thunbergiiflora (S.Moore) Lindau
- Dyschoriste tinctorum (Decne.) E.A.Tripp & T.F.Daniel
- Dyschoriste trichanthera Kobuski
- Dyschoriste trichocalyx (Oliv.) Lindau
- Dyschoriste tubicalyx C.B.Clarke
- Dyschoriste tweedieana (Nees) Kuntze
- Dyschoriste vagans (Wight) Kuntze
- Dyschoriste venturii Leonard
- Dyschoriste vestita Benoist
- Dyschoriste xylopoda Kobuski
- Dyschoriste zambiana Vollesen

... · 
Acanthopsis · 
Acanthus · 
Achyrocalyx · 
Afrofittonia · 
Ambongia · 
Ancistranthus · 
Andrographis · 
Angkalanthus · 
Anisacanthus · 
Anisosepalum · 
Anisotes · 
Anomacanthus · 
Aphanosperma · 
Aphelandra · 
Ascotheca · 
Asystasia · 
Avicennia · 
Ballochia · 
Barleria · 
Barleriola · 
Blepharis · 
Borneacanthus · 
Boutonia · 
Brachystephanus · 
Bravaisia · 
Brillantaisia · 
Brunoniella · 
Calacanthus · 
Calycacanthus · 
Camarotea · 
Carlowrightia · 
Celerina · 
Cephalacanthus · 
Chalarothyrsus · 
Chamaeranthemum · 
Chileranthemum · 
Chlamydacanthus · 
Chlamydocardia · 
Chorisochora · 
Chroesthes · 
Clinacanthus · 
Clistax · 
Codonacanthus · 
Conocalyx · 
Cosmianthemum · 
Crabbea · 
Crossandra · 
Crossandrella · 
Cyclacanthus · 
Cynarospermum · 
Cyphacanthus · 
Danguya · 
Dasytropis · 
Dichazothece · 
Dicladanthera · 
Dicliptera · 
Dischistocalyx · 
Duosperma · 
Dyschoriste · 
Ecbolium · 
Echinacanthus · 
Elytraria · 
Encephalosphaera · 
Eranthemum · 
Eremomastax · 
Filetia · 
Fittonia · 
Forcipella · 
Glossochilus · 
Graphandra · 
Graptophyllum · 
Gymnostachyum · 
Gypsacanthus · 
Hansteinia · 
Haplanthodes · 
Harpochilus · 
Hemigraphis · 
Henrya · 
Herpetacanthus · 
Heteradelphia · 
Holographis · 
Hoverdenia · 
Hulemacanthus · 
Hygrophila · 
Hypoestes · 
Ichthyostoma · 
Isoglossa · 
Isotheca · 
Jadunia · 
Justicia · 
Kalbreyeriella · 
Kosmosiphon · 
Kudoacanthus · 
Lankesteria · 
Leandriella · 
Lepidagathis · 
Megalochlamys ·
Ruellia · 
Strobilanthes · 
Thunbergia · 
...